# Albert Barthélémy
Albert Barthélémy (Anor, 3 maart 1906 - Fourmies, 26 november 1988) was een Frans wielrenner. Hij was beroepsrenner tussen 1928 en 1936.

## Palmares
1928
- GP Fourmies

1929
- GP Fourmies

1930
- GP Fourmies
- Circuit des Ardennes

1931
- 4 etappes in de Ronde van Duitsland

1932
- Parijs-Lille

1933
- Parijs-Brussel

## Resultaten in voornaamste wedstrijden
| Jaar | Ronde van Italië | Ronde van Frankrijk | Ronde van Spanje |
| ---- | ---------------- | ------------------- | ---------------- |
| 1929 |                  | opgave              |                  |
| 1930 |                  | opgave              |                  |
| 1931 |                  |                     |                  |
| 1932 |                  | 49e                 |                  |
| 1933 |                  |                     |                  |
| 1934 |                  |                     |                  |

| Jaar | Parijs-Roubaix | Parijs-Brussel |
| ---- | -------------- | -------------- |
| 1929 |                |                |
| 1930 |                |                |
| 1931 | 20e            |                |
| 1932 |                |                |
| 1933 |                | Goud           |
| 1934 |                |                |